# 呉羽紡績
呉羽紡績株式会社（くれはぼうせき、1929年-1966年）は、かつて存在した日本の紡績会社である。大日本紡績連合会会員会社。いわゆる十大紡の一つであり、後に同じく十大紡の東洋紡績（現：東洋紡）と合併。
株式会社クレハは、呉羽紡績の一部門が独立して発足した会社である（呉羽化学工業株式会社）。

## 概要
1929年（昭和4年）に富山紡績（1921年創業、資本金230万円）の増資に際し新会社として設立された。7月12日創立総会開催。主な発起人は2代目伊藤忠兵衛、富山紡績関係者、また児玉一造、豊島久七、浅野総一郎、松岡潤吉、岸本吉左衛門、平生釟三郎、森村市左衛門、その他綿業関係者らであった。資本金1千万円。本店所在地は大阪市東区安土町2丁目51、取締役社長は伊藤忠兵衛、専務取締役に井上富三、取締役 に泉弥市、豊島久七、豊田利三郎、山田昌作、松岡潤吉、古橋林司、小島逸平、岸本吉左衛門、監査役に伊藤竹之助、早瀬太郎三郎、大林義雄、田中栄八郎、平生釟三郎。
またこの年には、大日本紡績連合会の反対により未施行となっていた女性の深夜業禁止規定（1911年工場法）が施行された。
富山県婦負郡呉羽村の第1工場は、75,000坪の敷地を買収して36,300錘と全自動織機を192台導入した。同県上新川郡熊野村の第2工場はイギリス製のフラット紡機を使用し、イギリス領インド帝国向けの三巾金巾など織物の製造を行った。
1937年（昭和12年）には呉羽、井波、福野、大門、庄川の5工場を運営し、さらに最新設備に投資したうえ、賃金増額の一環として日本団体生命保険に加入した（従業員約1万人、保険金230万円）。
1942年（昭和17年）には商工省の指定により化学工業統制会のメンバー会社の1つになった。

## 沿革

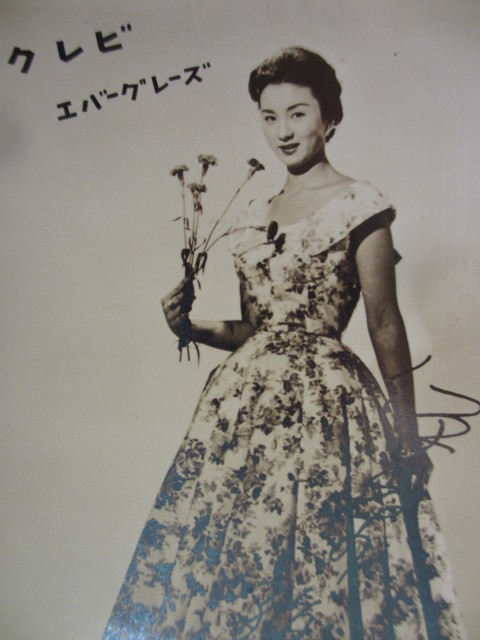
呉羽紡績の伊東絹子起用絵葉書(1953年)

- 1921年（大正10年）- 富山紡績設立。近江商人・伊藤忠兵衛の次男2代目忠兵衛は、英国留学後紡績経営を志し、自ら経営する伊藤忠商事の出資でその創立に関わる[6]。
- 1929年（昭和4年）  - 富山県西呉羽村に工場を作り、呉羽紡績を設立[6]（翌1930年〔昭和5年〕6月8日操業開始[7]）。
- 1932年（昭和7年） - 富山県大島村地内に工場が誘致される[8]。
- 1933年（昭和8年）
  - 4月10日 - 正力松太郎の尽力によって、呉羽紡績大門工場の設置が決定する[9]。
  - 7月14日 - 大門工場の地鎮祭[10]。
- 1934年(昭和9年)
  - 3月 - 富山紡績を合併する[11]。
  - 5月 - 大門、庄川両工場ほぼ完成[11]。
  - 10月1日 - 大門、庄川両工場の操業が開始される[11]。
- 1939年（昭和14年） - 昭和人絹（1934年創業）を吸収合併。
- 1943年（昭和18年） - 足利紡績と合併[6]。
- 1944年（昭和19年）2月10日 - 呉羽、大門の二工場をもって呉羽航空機株式会社（現：三菱ふそうバス製造）を設立。
- 1944年（昭和19年）6月21日 - 化学工業薬品・化学肥料の製造部門が分離・独立し、呉羽化学工業株式会社（現：クレハ）を設立。
- 1944年（昭和19年）9月 - 三興および大同貿易と合併し大建産業となる。
- 1945年（昭和20年） - 大建産業林業部を大建工業として分社。呉羽航空機、終戦により呉羽工業と改名[12]。
- 1949年（昭和24年）12月1日 - 過度経済力集中排除法（集排法）の適用を受ける。
伊藤忠商事、丸紅、呉羽紡績、尼崎製釘所（現アマテイ）の4社に分割。
- 1950年（昭和25年）4月 - 呉羽工業大門工場の自動車部門が呉羽自動車工業として新発足[12]。
- 1951年（昭和26年）1月 - 戦時中、木製戦闘機キ106を製造していた大門工場を紡績工場に復元するため、本社を富山市中市10番地へ移転[12]。
- 1966年（昭和41年）- 東洋紡績と合併。